# Maçaners
El poble de Maçaners és ubicat al municipi de Saldes, a la comarca del Berguedà. És situat a 1.240 m d'altitud, poc abans d'arribar a Saldes (anant des de Guardiola cap a Saldes). Des d'aquest indret hi ha una bellíssima perspectiva del Pedraforca. Als seus voltants s'hi troben nombroses fonts com la de Ca la Pona, la Clavellina, Sussenc, Freda, la Guia, el Prat de la Quera, Vella, el Sull, etc.
L’església de Sant Sadurní o Sant Serni depèn de la de Saldes.
A principis del segle XIX Maçaners ja era unit a Saldes i formaven un sol ens local. Més endavant, s'hi van incorporat els termes de l'Espà i Feners, que configuren el municipi actual de Saldes.

## Principals punts d'interès
El segon diumenge de juliol, des del 1985, Maçaners organitza una trobada d'acordionistes vinguts d'arreu (catalans, andorrans, gallecs, occitans i bascos) i amb gran èxit de públic.
La festa major de Maçaners se celebra el diumenge més pròxim al 18 de juliol.
El mirador de Maçaners es troba sortint en direcció Saldes, a la carretera, ens dona una visió de la serra de Gisclareny, el Cadí i el Pedraforca.
El molí de Maçaners és una construcció del s. XVIII que es va ampliar l'any 1860 adaptant el casal a masia. L'última reforma és dels anys seixanta d'aquest segle però el funcionament és el mateix dels clàssics molins hidràulics.